# Еритроцити

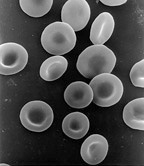
Еритроцити людини

Еритроци́ти ( від грец. ἐρυθρός — «червоний» і κύτος — «вмістище») або червонокрівці — рухомі, високодиференційовані постклітинні структури в хребетних і деяких безхребетних тварин, які у процесі розвитку втратили ядро та всі цитоплазматичні органели і пристосовані до виконання практично єдиної функції — дихальної, що здійснюється завдяки наявності в них дихального пігменту гемоглобіну. Тобто еритроцити, це невеликі без'ядерні клітини крові червоного кольору, функція яких — транспорт кисню і частково вуглекислого газу.
Загальна кількість еритроцитів у крові однієї людини становить близько 25×1012. Загальний об'єм еритроцитів у людини — 2 літри. Під час аналізів крові вміст всіх формених елементів подається на одиницю об'єму — 1 літр, що позначають /л.
Позначають еритроцити скороченням Ер або латинськими літерами Er. Кількість еритроцитів дорівнює у чоловіків від 3,9×1012 до 6,0×1012/л; у жінок — від 3,7×1012 до 5,5×1012/л. Більшу концентрацію еритроцитів спостерігають у крові новонароджених дітей — від 6,0×1012 до 9,0×1012/л, а також у старих людей — до 6,0×1012/л. Число еритроцитів у здорових людей може коливатися залежно від фізичного навантаження, перебування в умовах розрідженої атмосфери, дії гормонів тощо. Зокрема, жіночі статеві гормони гальмують розвиток еритроцитів, унаслідок чого вміст червонокрівців у крові жінок менший, ніж у чоловіків. Підвищення кількості еритроцитів в одиниці об'єму крові називають еритроцитозом або поліцитемією , а зниження — еритроцитопенією.

## Форма і будова

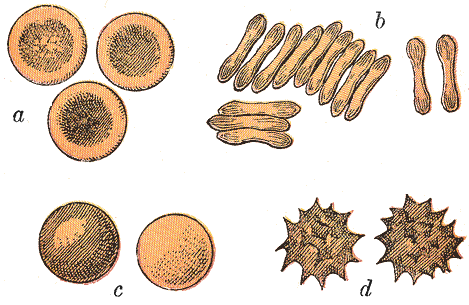
Вигляд еритроцитів: (а) зверху, (b) в профіль, (c) округлість, яку спричинює вода (перебування у гіпотонічному розчині), (d) шипастість, яку спричинює сіль (перебуванняя у гіпертонічному розчині). За нормальних умов, c і d в організмі не утворюються

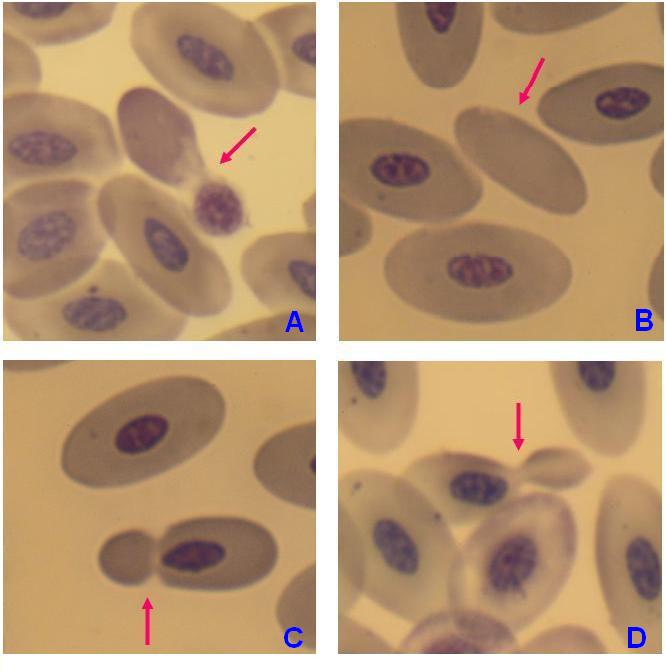
Зрілі еритроцити птахів мають ядро, однак у крові дорослих самиць пінгвіна Pygoscelis papua з дуже низькою частотою зустрічають і без'ядерні червоні кров'яні тільця (B).

Еритроцити у людини і ссавців здебільшого мають форму двоввігнутих дисків, їх називають дискоцитами. У нормі дискоцити становлять 80 % від загальної кількості еритроцитів. Трапляються й інші форми еритроцитів — планоцити (мають плоску поверхню), сфероцити (кулясті), ехіноцити (мають шипи) тощо. Таку різноманітність форм у нормі позначають терміном фізіологічний пойкілоцитоз. Коли ж кількість змінених форм еритроцитів перевищує 20 %, те ж явище має назву патологічний пойкілоцитоз. Форму еритроцитів підтримує бета-сіа-глікопротеїн в еритроцитарній мембрані та спеціальний каркас, побудований з білка спектрину, який прилягає до плазмолеми і пов'язаний з нею іншим білком — анкерином.
Діаметр еритроцита у людини 7,1 — 7,9 мкм, товщина клітини по краях 2-2,5 мкм, у центрі — до 1 мкм. Заглибина еритроцита в тонкій центральній частині має назву фізіологічної ескавації. Така форма клітини забезпечує збільшення площі її поверхні і прискорює насичення гемоглобіну киснем. В умовах норми 75 % усіх еритроцитів мають вищеназвані розміри. Це так звані нормоцити. Частина клітин має діаметр понад 8 мкм — це макроцити, їх кількість — 12,5 %. Решта еритроцитів може мати діаметр 6 мкм і менше — це мікроцити. Якщо кількість макро- і мікроцитів перевищує 25 %, це явище має назву анізоцитоз.
Під світловим мікроскопом у мазках крові еритроцити мають вигляд безструктурних округлих дисків, фарбуються оксифільно. Оксифілія зумовлена наявністю гемоглобіну. Центральна (тонка) частина еритроцита фарбується менш інтенсивно. Електронна мікроскопія свідчить, що еритроцит покритий плазмолемою товщиною близько 20 нм. На її зовнішній поверхні розташовані антигенні олігосахариди, які зумовлюють групову належність еритроцитів, фосфоліпіди, сіалова кислота. Усередині еритроцитів розташований електронно-щільний вміст — численні гранули гемоглобіну розмірами 4-5 нм.

## Функції
Основна функція еритроцитів — перенесення кисню від легень до тканин і вуглекислого газу від тканин до легень. Газообмін організму з довкіллям здійснюється таким чином. Проходячи через капіляри легень, гемоглобін легко приєднує кисень і перетворюється у нетривку сполуку — оксигемоглобін, що у тканинах інших органів розщеплюється, виділяючи при цьому кисень, який використовують клітини тканин. Звільнений від кисню гемоглобін відразу приєднує вуглекислий газ — продукт розпаду речовин у клітинах.
Також еритроцити забезпечують підтримку рН крові (гемоглобін і оксигемоглобін складають одну з буферних систем крові); підтримання іонного гомеостазу за рахунок обміну іонами між плазмою та еритроцитами; участь у водному і сольовому обміні; адсорбцію токсинів, в тому числі, продуктів розпаду білка, що зменшує їх концентрацію в плазмі крові і перешкоджає переходу в тканини; участь у ферментативних процесах, у транспорті поживних речовин — глюкози, амінокислот.
У кожному кубічному міліметрі крові міститься близько п'яти мільйонів еритроцитів, і майже 25 000 мільярдів (25x1012) в організмі в цілому.

## Хімічний склад
За хімічним складом еритроцити мають 60 % води і 40 % сухого залишку.95 % сухого залишку складає гемоглобін і лише 5 % — інші речовини. Таким чином, гемоглобін становить одну третину загальної маси еритроцитів. У крові дорослої людини міститься близько 600 грамів гемоглобіну, тобто в 100 грамах крові — 15 грамів гемоглобіну. Гемоглобін є пігментом, який надає крові червоного кольору.
Гемоглобін, зв'язуючи кисень, переносить його і віддає периферійним тканинам. Гемоглобін, який віддав кисень, називають відновленим або редукованим, він має колір венозної крові. Віддавши кисень, кров поступово вбирає в себе продукт обміну речовин СО2 (вуглекислий газ). Гемоглобін, який зв'язує вуглекислий газ, називають карбогемоглобіном.
Зменшення кількості еритроцитів, гемоглобіну в еритроцитах називають анемією.
До складу еритроцитів входить гемоглобін (Гб), який є гемпротеїдом, гемоглобін бере участь у транспорті О2 і СО2. Складається гемоглобін із білкової та небілкової частин: глобіна й гема. Гем утримує атом заліза. Вміст гемоглобіну в чоловіків: 14-16 г/% або 140—160 г/л; у жінок: 12-14 г/% або 120—140 г/л.
У крові гемоглобін може бути у вигляді декількох сполук:
1. Оксигемоглобін — Нв+О2 (в артеріальній крові), легко дисоціююче з'єднання. 1 г гемоглобіну приєднує 1,34 мл О2 .
2. Карбгемоглобін — Нв+СО2 (у венозній крові), легко дисоціює.
3. Карбоксигемоглобін — Нв+СО (чадний газ), дуже міцне з'єднання. Нв втрачає спорідненість до О2.
4. Метгемоглобін — утворюється у випадку попадання в організм сильних окислювачів. У результаті в гемі Fe2+ перетворюється в Fe3+ . Накопичення великої кількості такого гемоглобіну робить транспорт О2 неможливим і організм гине.

## Гемоліз
Гемоліз — руйнування оболонки еритроцитів і вихід внутрішніх складових еритроциту в плазму крові.
Зменшення осмотичного тиску спричинює набряк еритроцитів, а потім їх руйнування (осмотичний гемоліз). Мірою осмотичної стійкості (резистентності) еритроцитів є концентрація NaCI, при якій починається гемоліз. У людини це відбувається в 0,45-0,52 % розчині (мінімальна осмотична резистентність), в 0,28-0,32 % розчині руйнуються всі еритроцити (максимальна осмотична резистентність).
Хімічний гемоліз — відбувається під впливом речовин, які руйнують оболонку еритроцитів (ефір, бензол, хлороформ, алкоголь).
Механічний гемоліз — виникає при сильних механічних впливах на кров.
Термічний гемоліз — заморожування з подальшим нагріванням.
Біологічний гемоліз — відбувається при переливанні несумісної крові, укусах змій тощо.

## Деякі показники, які характеризують стан еритроцитів при дослідженні
Кольоровий показник — характеризує співвідношення кількості гемоглобіну та числа еритроцитів у крові і, тим самим, міру насиченості кожного еритроцита гемоглобіном. У нормі становить 0,85-1,0. Визначають колірний показний за формулою: 3*Нв(у г/л)/три перші цифри кількості еритроцитів у мкл.
ШОЕ (швидкість осідання еритроцитів). У чоловіків ШОЕ — 2-10 мм/годину, у жінок ШОЕ — 1-15 мм/годину. Залежить від властивості плазми й, перш за все, від вмісту в плазмі білків глобулінів і фібриногену. Кількість глобулінів збільшується при запальних процесах. Кількість фібриногену в нормі збільшується у вагітних жінок у 2 рази й ШОЕ при цьому досягає 40-50 мм/годину.
Осмотична резистентність еритроцитів — концентрація NaCI, при якій починається гемоліз еритроцитів.
Детальніші відомості з цієї теми ви можете знайти в статті Клінічний аналіз крові.